# Coccoloba striata
Coccoloba striata är en slideväxtart som beskrevs av George Bentham. Coccoloba striata ingår i släktet Coccoloba och familjen slideväxter. Inga underarter finns listade i Catalogue of Life.